# District historique de Wind Cave National Park Administrative and Utility Area
Le district historique de Wind Cave National Park Administrative and Utility Area, en anglais Wind Cave National Park Administrative and Utility Area Historic District, est un district historique du comté de Custer, dans le Dakota du Sud, aux États-Unis. Protégé au sein du parc national de Wind Cave, il est inscrit au Registre national des lieux historiques depuis le 11 juillet 1984. Il abrite notamment un office de tourisme, le Wind Cave Visitor Center.